# 科拉莉·西蒙斯
科拉莉·西蒙斯（英語：Coralie Simmons，1977年3月1日—），美国女子水球运动员。她曾代表美国国家队参加2000年夏季奥林匹克运动会水球比赛，结果队伍获得一枚银牌。